# Cryphia albomaculata
Cryphia albomaculata är en fjärilsart som beskrevs av Rothschild 1914. Cryphia albomaculata ingår i släktet Cryphia och familjen nattflyn. Inga underarter finns listade i Catalogue of Life.